# جيمس هاريس بالدوين
جيمس هاريس بالدوين (بالإنجليزية: James Harris Baldwin)‏ هو محامي وقاضي أمريكي، ولد في 1 أغسطس 1876 في St. Joseph, Missouri metropolitan area ‏، وتوفي في 26 أكتوبر 1944.